# Najstarejši
Najstarejši je drugi roman iz trilogije Dediščina, ki jo je ustvaril Christopher Paolini.

## Vsebina
V drugem delu umre poglavar Vardnov, Ajihad, in nadomesti ga njegova hčer Nasuada. 
Eragon se odpravi v Ellesmero, da bi tam dokončal svoje urjenje za jezdeca, saj je zgrožen, ko ugotovi, da je senco Durzo ubil le zaradi sreče.
 Ustavi se še v škratovskem mestu Tronjheimu.V Ellesmeri mu za učitelja postavijo Togiro Ikonogo (Pohabljenca,ki je cel).Ta ga je v mislih obiskal že na koncu prvega dela.Njegovo pravo ime je Oromis, njegovemu zmaju pa Glaedr.Eragona nauči, kako enerijo črpati od drugih živih bitij.
Nasuada odpelje Varndne v neodvisno državico Surdo.Njen kralj noče odstopiti več denarja za preživljanjem vojske, zato ga služijo s čipkami, narejenimi s čarovnijo.Otrok, ki ga je Eragon v prvem delu blagoslovil, je bil pravzaprav preklet saj je uborabil besedo skölir (bodi ščit) in ne sköliro (bodi zaščiten/a), zato ve za vse bolečine in gorja drugih prebivalcev Alagaësije.Njeno ime je Elda.
Medtem vas Carvahall napadeta Ra'zaca.Hočeta namreč Eragonovega brata Roran.Toda vaščani se uprejo in Roran dobi vzdevek Težko kladivo.Nato pobegnejo iz Carvahalla in se z ukradeno ladjo Zmajevo krilo odpeljejo v Surdo. 
Tudi Eragon se napoti v Surdo saj se ji Galbatorixovi vojaki že približujejo.Ko pridejo se vname velika bitka v kateri sodelujeta tudi Dvojčka (na Galbatorixovi strani).Eragonu se zbudi upanje, da je mogoče živ tudi Murtagh.In res je živ. Njegov zmaj in on sta morala pot prisilo v davninščini priseči Galbatorixu zvestobo.Izkaže se tudi, da je Murtagh Eragonov brat.